# Kristałł Bierdsk
Kristałł Bierdsk (ros. Кристалл Бердск) – rosyjski klub hokeja na lodzie z siedzibą w Bierdsku.

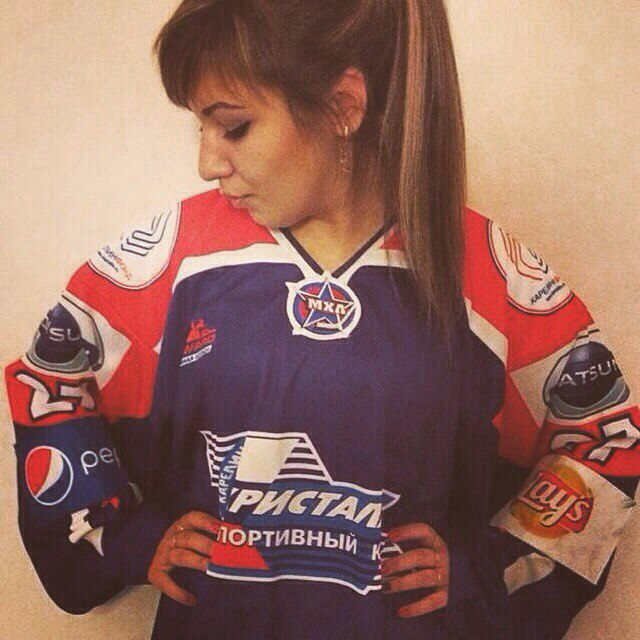
Attaché prasowa Kristałła Bierdsk, Żanna Kopaczel, w koszulce klubowej (2016)

## Historia
Klub założono w 2005. Od 2009 drużyna występowała w mistrzostwach I ligi w strefie Syberia-Daleki Wschód.
Drużyna Kristałła wystąpiła w historycznie pierwszym sezonie rozgrywek juniorskich MHL-B (druga klasa rozgrywkowa) 2011/2012, zdobywając srebrny medał. W 2012 ekipa została przyjęta do rozgrywek juniorskich MHL (pierwsza klasa) i występowała w trzech kolejnych edycjach: 2012/2013, 2013/2014, 2014/2015. W połowie 2015 została wycofana w rozgrywek.
W sezonie 2015/2016 Kristał przystąpił do Syberyjskiej Studenckiej Ligi Hokejowej.

## Sukcesy
- 1. miejsce w sezonie zasadniczym MHL-B: 2011/2012
- Srebrny medal MHL-B: 2012